# La paga
La paga (en inglés: Paycheck) es un relato o novela corta de ciencia ficción escrito por Philip K. Dick en 1952 y publicado en junio de 1953 en la revista Imagination. La historia se convirtió más tarde, con varias modificaciones, en la película Paycheck en 2003 dirigida por John Woo y protagonizada por Ben Affleck, Aaron Eckhart y Uma Thurman.

## Argumento
Michael Jennings, el protagonista de la historia, es un ingeniero electrónico que tiene una alta reputación a nivel nacional. El relato comienza cuando Jennings despierta frente al dueño de una famosa compañía, el señor Rethrick, presidente de Construcciones Rethrick, y sin ningún recuerdo de lo ocurrido en los dos años anteriores. Según la historia, Jennings trabajó para la compañía durante este tiempo y le fue borrada la memoria con el fin de mantener el secreto de su proyecto. Cuando va a reclamar el dinero correspondiente por su trabajo se encuentra con que él mismo cambió su dinero por un sobre con siete objetos.
Jennings se ve inmediatamente envuelto en situaciones problemáticas con la policía secreta -una organización que reemplaza al gobierno y la cual quiere saber acerca de su trabajo con Rethrick-, y de las cuales escapa gracias a los artículos que lleva consigo. En el camino de su aventura se da cuenta de que estuvo trabajando esos dos años en un rastreador temporal, una máquina que le permite ver el futuro e incluso sustraer objetos de él. Pronto se da cuenta de que él mismo lo preparó todo con anterioridad para que después, gracias a los objetos, pudiera obtener las pruebas del artefacto y chantajear a Rethrick por el control de la compañía, cosa que logra al final de la historia.
Los objetos de los que dispone Jennings a través de la historia son:
- Un trozo de fino alambre, utilizado para sabotear y abrir una puerta de un vehículo policial.
- Una ficha de autobús, que utilizó para abordar uno y escapar de la policía secreta.
- Un ticket de viaje, el cual indica el lugar donde está la fábrica de Construcciones Rethrick.
- Un trozo de tela verde, con el que se camufla como trabajador y entra en la fábrica.
- Una llave codificada, con la que logra escapar de la fábrica.
- Una ficha de póker partida por la mitad, con la cual entra en una sala de juego para refugiarse de la policía.
- Un recibo de un paquete, con el cual puede obtener las pruebas necesarias para chantajear a Rethrick.

## Análisis crítico
Dick dijo acerca del relato: «¿Cuánto vale una llave para un casillero de autobús? Un día vale 25 centavos, al día siguiente miles de dólares. En esta historia llegué a pensar que hay momentos en nuestras vidas en los que tener un centavo para hacer una llamada telefónica marca la diferencia entre la vida y la muerte. Llaves, monedas pequeñas, tal vez un boleto de teatro. ¿Qué tal un recibo de estacionamiento para un Jaguar? Todo lo que tenía que hacer era vincular esta idea con el viaje en el tiempo para ver cómo algo pequeño e inútil, bajo los sabios ojos de un viajero en el tiempo, podría significar mucho más. Él sabría cuándo ese centavo podría salvarle la vida. Y, de nuevo en el pasado, podría preferir ese centavo a cualquier cantidad de dinero, no importa cuán grande sea».
El crítico Zack Handlen comentó: «Esto es todavía un Dick temprano, lo que significa que si bien se introducen conceptos interesantes y se juega con la identidad, Jennings desarrolla una fe abrumadora en la presciencia de su yo pasado, una fe que la mayoría de la gente no puede. Alguna vez en sus versiones actuales, y al final incluso se está refiriendo a ese tipo del pasado como una persona separada: el enfoque principal es atraparte y mantenerte entretenido […] Un trabajo sólido por todas partes».

## Adaptación cinematográfica
Este relato sirvió como base para la película del mismo nombre. Las diferencias más notables entre la película y la historia original son básicamente dos: la primera es la cantidad de los objetos y su aplicación futura, que cambia en algunas partes pese a los argumentos del cuento. La segunda es la moral del personaje, puesto que, mientras en la película él es un héroe que planea destruir la máquina por el bien de la humanidad, en el relato es descrito como un hombre ambicioso y capaz de hacer lo que sea por poder, lo que lo lleva a usar la misma máquina para poder hacerse con el control absoluto de toda la compañía.